# Liste der Einträge im National Register of Historic Places im Grant County (Arkansas)
Die Liste der Registered Historic Places im Grant County führt alle Bauwerke und historischen Stätten im Grant County in Arkansas auf, die in das National Register of Historic Places aufgenommen wurden.

## Aktuelle Einträge
| Lfd. Nr. | Name                         | Bild | Datum der Eintragung | Adresse/Lage                        | Ort                 | ID-Nr.   | Beschreibung |
| -------- | ---------------------------- | ---- | -------------------- | ----------------------------------- | ------------------- | -------- | ------------ |
| 1        | Dr. John L. Butler House     |      | 9. Okt. 1986         | 313 Oak St.                         | Sheridan            | 86002848 |              |
| 2        | Glaser-Kelly House           |      | 23. Jan. 1992        | 310 N. Oak St.                      | Sheridan            | 91000583 |              |
| 3        | Jenkins’ Ferry Battleground  |      | 21. Jan. 1970        | nordöstlich von Leola an der AR 46  | Leola               | 70000120 |              |
| 4        | Koon House #1                |      | 14. Okt. 1999        | Kreuzung von AR 167 und Cty Rd. 523 | Sheridan            | 99001249 |              |
| 5        | Koon House #2                |      | 14. Okt. 1999        | 2959 AR 167                         | Sheridan            | 99001248 |              |
| 6        | Koon House #3                |      | 14. Okt. 1999        | 2988 AR 167                         | Sheridan            | 99001247 |              |
| 7        | Koon House #4                |      | 14. Okt. 1999        | 3004 AR 167                         | Sheridan            | 99001246 |              |
| 8        | Koon House #6                |      | 14. Okt. 1999        | 3253 AR 167                         | Sheridan            | 99001245 |              |
| 9        | Oak Grove School             |      | 14. Juni 1991        | US 270, 10 km östlich von Sheridan  | Oak Grove Community | 91000693 |              |
| 10       | Samuel D. Byrd Sr. Homestead |      | 20. Jan. 2005        | 15966 AR 270 W                      | Poyen               | 04001494 |              |